# Елизабет фон Ортенбург
Елизабет фон Ортенбург (на немски: Elisabeth von Ortenburg; * ок. 1215; † 1272) е графиня от Ортенбург и чрез женитба ландграфиня на Ландграфство Лойхтенберг.
Тя е дъщеря на граф Хайнрих I фон Ортенбург († 1241) и първата му съпруга Божислава (Юта), принцеса от Бохемия (* сл. 1197), дъщеря на бохемския крал Отокар I Пршемисъл и Аделхайд фон Майсен.
Тя умира през 1272 г. и е погребана във Валдзасен.

## Фамилия
Елизабет фон Ортенбург се омъжва за ландграф Гебхардт IV фон Лойхтенберг (1210 – 1279), вторият син на ландграф Гебхардт III фон Лойхтенберг († 1244) и съпругата му Елизабет фон Цолерн-Нюрнберг († 1255). Те имат децата:
- Гебхардт VI (V) (* ок. 1230; † 1293), ландграф на Лойхтенберг-Фалкенберг (1279 – 1293), женен пр. 17 април 1280 г. за Юта фон Шлюселберг (1260 – 1309), дъщеря на Улрих фон Шлюселберг († 1288)
- Хайнрих I († сл. 8 ноември 1295), рицар на Немския орден 1291/1295
- Фридрих IV (III) († сл. 1315), цистерциански монах в Алдерсбах 1307
- Конрад († 25 юни сл. 1300), каноник в Регенсбург 1279/1300
- дъщеря, омъжена за Йобст фон Абенсберг
- дъщеря